# Aasiaat
Aasiaat (tidigare danskt namn: Egedesminde), är en stad i Qeqertalik kommun (tidigare Qaasuitsups kommun) på Grönland. Den ligger på en ö med samma namn i en ögrupp i sydvästra delen av Diskobukten. Orten grundades 1759 av Hans Egedes son Niels Egede (som namngav den till faderns minde). Med sina
med 3 212 invånare (2019) är Aasiaat Grönlands femte största stad. Den är ett administrativt centrum med bland annat sjukhus, ålderdomshem, museum, bibliotek och flera skolor. Fiske är en viktig näring. 
Stadsnamnet betyder "spindlarna", och i stadsvapnet återfinns ett spindelnät.

## Vänorter
- Kuujjuaq, Kanada
- Selfoss, Island
- Svendborg, Danmark